# شرلوک هوند
شرلوک هوند (به انگلیسی: Sherlock Hound) یک مجموعه تلویزیونی انیمیشن ایتالیایی-ژاپنی است که توسط RAI و توکیو مووی شینسا تولید شده‌است. این مجموعه براساس سریال شرلوک هولمز ساخته آرتور کانن دویل ساخته شده که تقریباً همه شخصیت‌ها به صورت سگ‌های انسان دوستانه به تصویر کشیده می‌شوند. شرلوک هوند شامل ۲۶ قسمت است و بین سال‌های ۱۹۸۴ و ۱۹۸۵ پخش شد.